# Alfred Cortot
Alfred Denis Cortot, född 26 september 1877 i Nyon i Vaud, död 15 juni 1962 i Lausanne, var en fransk-schweizisk pianist och dirigent. Han var en av de mest kända 1900-talsmusikerna inom klassisk musik. Särskilt berömd är han för sin poetiska insikt i den romantiska periodens pianoverk, särskilt Chopin och Schumann.

## Uppväxt och tidig karriär
Cortot föddes i Nyon i Vaud, i den franska delen av Schweiz. Fadern var fransman och modern kom från Schweiz. Musikstudierna genomfördes vid Paris Conservatoire tillsammans med Émile Descombes och med Louis Diémer. Debuten kom vid Concerts Colonne 1897, då han spelade Beethovens pianokonsert nr. 3.

## Andra världskriget
Cortot stödde Tysklands ockupation av Frankrike under Andra världskriget och den Vichyregim som styrde stora delar av landet under krigsåren. Han var till och med medlem i det nationella rådet (Conseil national). Efter befrielsen av Frankrike blev han dock "persona non grata", det vill säga att många människor tog avstånd från honom.

### Inspelningar
- Piano Rolls (The Reproducing Piano Roll Foundation)
- Recording list (Arbiter Records)
- Recordings and discography (Youngrok Lee's Classical Music page)